# كفر سابا

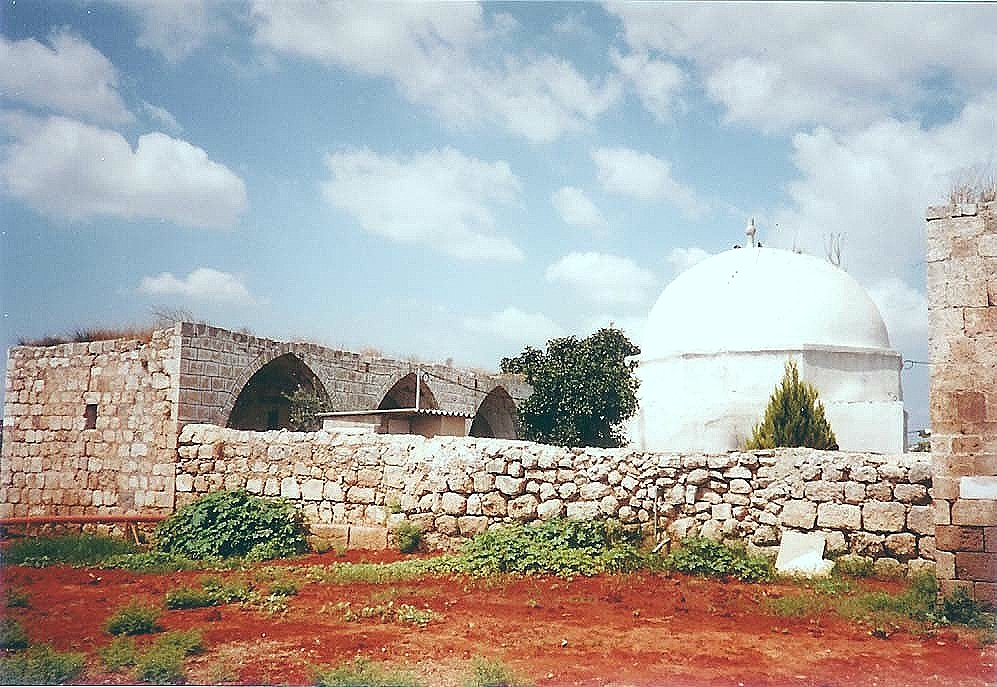
ضريح بنيامين بن يعقوب (النبي) وفيه مقام، وهو مقام النبي يامين الذي سيطر عليه اليهود، وحوّلوه إلى كنيس.

كفر سابا كانت قرية فلسطينية تتبع قضاء طولكرم، تم تدميرها وتهجير أهلها عام 1948.

## الجغرافيا
تقع قرية كفر سابا في جنوب قضاء طولكرم في فترة الانتداب البريطاني على حدود قضاء يافا وهي إلى الجنوب مع انحراف قليل إلى الغرب من مركز القضاء طولكرم وعلى بعد (16) كيلومتراً منها باتجاه الجنوب الغربي، وتبعد ثلاثة كيلومترات غرب مدينة قلقيلية، وترتفع عن سطح البحر حوالي (50) متراً، وكانت القرية تتربع في السهل الساحلي الأوسط وتمر سكة الحديد الممتدة بين حيفا واللد على جزء صغير مع حدود كفر سابا الملاصقة لقرية جلجولية وأيضاً يمر من أراضيها الطريق العام الواصل بين يافا وطولكرم. ويحدها من الشمال الغربي قرية مسكة، ومن الغرب خربة عزون (تبصّر)، كما تحدّ القرية كذلك قرى جلجولية وبيار عدس.

بلغ عدد سكان كفر سابا عام 1948 حوالي 1500 نسمة. أما مساحة أراضيها فقد بلغت حوالي 10000 دونم زرعت بالغلال والخضروات والحمضيات.
كانت القرية تقع في رقعة مستوية من الأرض في السهل الساحلي. وكان طريق يافا- طولكرم العام يمر على بعد 2.5 كلم إلى الشرق منها، كما كان خط سكة الحديد الممتد بين حيفا واللد يمر على بعد 1.5 كلم إلى الشرق، ويشكل الحدود بين أراضي كفر سابا وأراضي قلقيلية. وكانت طريق فرعية تصل القرية ببلدة قلقيلية، التي تبعد عنها 3 كلم إلى الشمال الغربي. وكانت طرق فرعية مماثلة تربطها بالقرى الأخرى في المنطقة.

## التاريخ

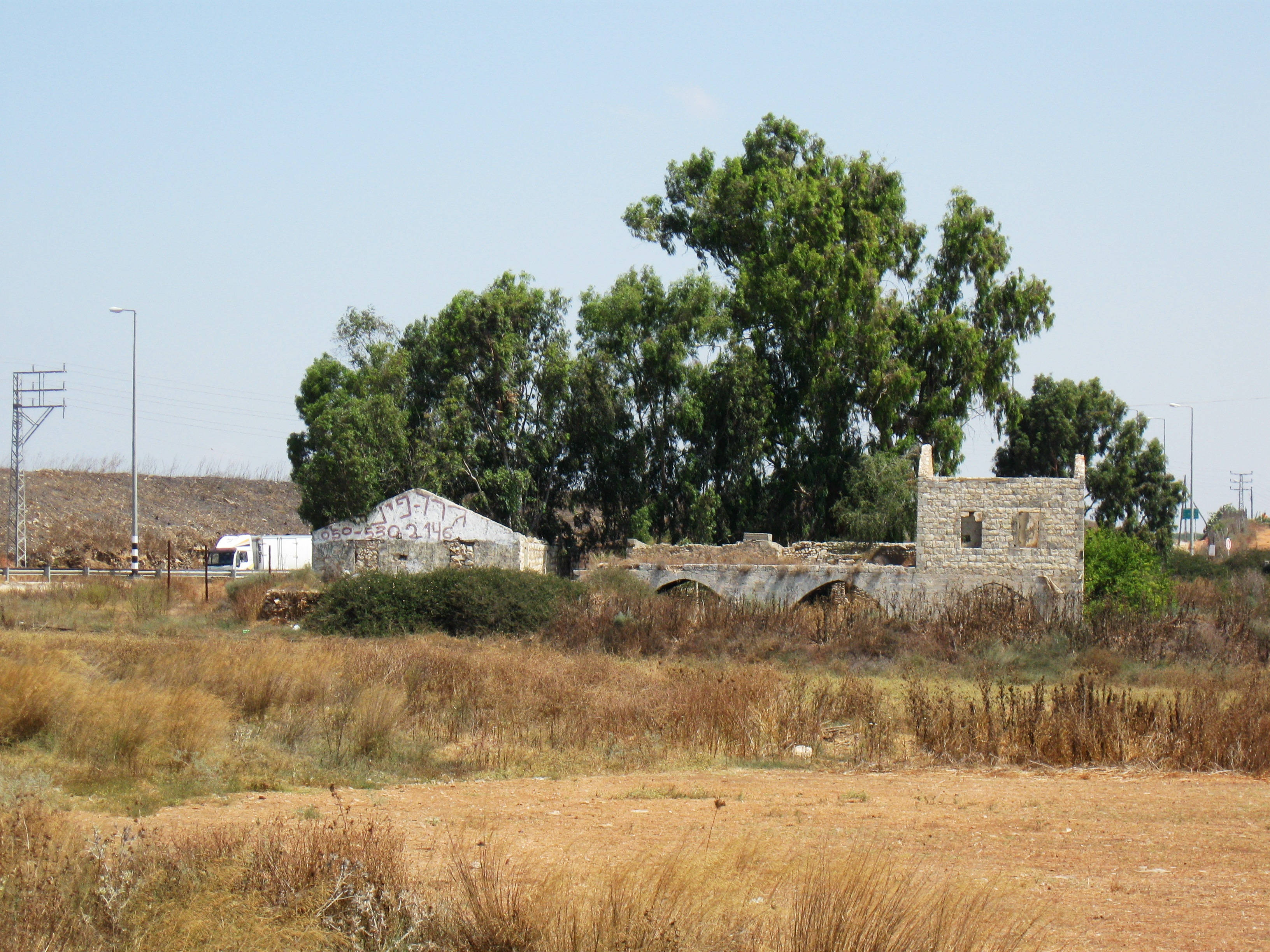
مزرعة بيزنطية

أنشئت كفر سابا على بعد 4 كلم جنوبي شرقي خربة سابية التي عدت قائمة في موقع كفر سابا (Caphar Saba) الرومانية. وكانت القرية تعرف باسم كفرس (Kapharseb) أيام الصليبيين.
أتى نفر من الجغرافيين والمؤرخين العرب والمسلمين إلى ذكر كفر سابا. فمن ذلك أن أبو عبدالله محمد بن أحمد المقدسي، الذي كتب في سنة 985م، وصفها بأنها قرية كبيرة فيها مسجد على طريق دمشق. وجاء في رواية الرحالة ناصر خسرو، الذي كتب في سنة 1047م، أن كفر سابا بلدة غنية بالتين والزيتون، وتقع على طريق الرملة.
في عام 1596، كانت كفر سابا أيام الدولة العثمانية تقع في ناحية بني صعب التابعة لواء نابلس وتقطنها 42 أسرة تضم ما يقدر بـ 231 شخصًا جميعهم من المسلمين. ودفع القرويون ضريبة ثابتة قدرها 33,3% على المنتجات الزراعية، بما في ذلك القمح والشعير والماعز وخلايا النحل، بالإضافة إلى الإيرادات العرضية؛ ما مجموعه 8,314 آقجة. 3/24 ذهبت من الإيرادات إلى الوقف.
ويشهد مصطفى الدمياطي اللقيمي، الرحالة الصوفي المصري، على استمرار وجود القرية؛ فقد كتب في سنة 1730 أنه زار كفر سابا وشاهد مقام بنيامين (المسمى أيضاً مقام النبي يمين) وتم بناء الرواق في عام 1808م بحسب نقش اختفى الآن. يحتل هذا الرواق الجهة الجنوبية من السور الرئيسي للضريح.
وفي ستينيات القرن التاسع عشر، منحت السلطات العثمانية للقرية قطعة أرض زراعية تسمى غابة كفر سابا في حدود غابة أرصور سابقًا في السهل الساحلي غربي القرية.
في سبعينيات القرن التاسع عشر، وُصفت قرية كفر سابا بأنها قرية مبنية من الحجر والطوب اللبن، وتقع على تلة منخفضة. وكانت تحتوي على مسجد، وتحيط بها أرض رملية، وبساتين الزيتون من الشمال. ويقدر عدد سكانها بـ 800 نسمة.
وفي عام 1870/1871 (1288 هـ)، أدرج الإحصاء العثماني القرية في ناحية بني صعب. وكان إلى الشرق والشمال الشرقي منها بضعة ينابيع، كان أحدها يمد سكان القرية بمياه الشرب. وكان شكل القرية أشبه بالمربع.
وقد نمت القرية في قترة الانتداب البريطاني، وامتد بناء المنازل نحو طريق طولكرم- يافا العام، على الأراضي غير الزراعية، بينما كانت الأراضي الزراعية الجديدة تستغل إلى الغرب من موقع القرية. وكان سكان كفر سابا من المسلمين، لهم فيها مقامان: مقام النبي يمين المشار إليه سابقاً، ومقام آخر للنبي يحيى. كما كان فيها مدرسة ابتدائية. وكان سكان القرية يزرعون القمح والبطيخ والخيار والخضروات.
اشترى رجال الأعمال اليهود من بتاح تكفا، برئاسة يهيل ميخال بينس وصهره نوح كارلينسكي 7000 دونم أراضي مشاعية من أراضي كفر سابا التابعة لطولكرم في منطقة سبية المحاذية لها من الجهة الغربية في عام 1892 عبر سماسرة من أهل المدينة الذين يتقاضون أجرا معلوما يبلغ اثنين ونصف في المائة ، مع بعض ضمائم أخرى، خلال الفترة العثمانية. وأنشأ المستوطنون اليهود إلى فلسطين موشافًا على الأرض وأطلقوا عليها اسم كفار سابا.
يقول مصطفى مراد الدباغ إن مساحة أراضي كفر سابا بلغت 9688 دونمًا، تسربت منها 3144 دونمًا لليهود، بينما أشار عبد الجبار العودة إلى أن اليهودي خانكين اشترى 7000 دونم من مشاع قرية كفر سابا التابعة لطولكرم بواسطة سماسرة من أهل المدينة الذين كانوا يتقاضون عمولة بنسبة 2.5%.
وقد كانت القرية نشطة في ثورة 1936 – 1939 حيث وقعت في منطقة نشاط الفصائل التابعة لعارف عبد الرازق وفارس العزوني. وشارك العديد من أبنائها في الثورة بشكل فعلي وكذلك في تقديم المساعدات اللوجستية للفصائل الثورية.
في عام 1944- 1945، كان ما مجموعه 1026 دونماً من أراضي كفرسابا مخصصاً للحمضيات والموز و 4600 دونم للحبوب، و 355 دونماً مروياً أو مستخدماً للبساتين؛ منها 30 دونماً حصة الزيتون.

كانت كفر سابا إحدى القرى الواقعة شمالي يافا، في منطقة مزدحمة بالمستعمرات اليهودية. وقد ذكرت صحيفة «نيويورك تايمز» أن زعماء من كفر سابا اجتمعوا إلى زعماء المستعمرات اليهودية، في وقت مبكر من كانون الأول - ديسمبر 1947، وأن الفريقين تعهدا بالحفاظ على السلام. لكن، لما كانت سياسة القيادة العامة للهاغاناه تقضي بوجوب إخلاء المنطقة من سكانها العرب قبل حلول 15 أيار - مايو 1948، فقد كلف لواء الإسكندروني مهمة احتلال كفر سابا؛ وبناء على ذلك، هاجمت وحدات منه القرية واحتلتها في 13 أيار - مايو؛ وذلك بحسب ما روى المؤرخ الإسرائيلي بيني موريس.

كما جاء في «تاريخ الهاغاناه» أنه «نظراً إلى طبيعة المنطقة (أودية وبساتين) نفذت العملية في ساعات النهار.»

ويدعي التاريخ الرسمي للواء ألكسندروني أن المقاتلين النظاميين، التابعين لجيش الإنقاذ العربي والمرابطين في القرية، جعلوا سكان القرية يدفعون رسماً قبل أن غادروها. إلا إن سجلات جيش الإنقاذ العربي تظهر أن الوحدة المكلفة الدفاع عن كفر سابا أمرت السكان بالعودة بعد هجوم سابق قامت الهاغاناه به، وذلك قبل بضعة أيام فحسب؛ وهذا خبر يعززه موريس.

ويقول قائد جيش الإنقاذ، فوزي القاوقجي، إن هذا الهجوم «المباغت» وقع في 10 أيار - مايو، وإنه صد «منذ البداية».

ويعلق القاوقجي على ذلك قائلاً: «أظن أن الغرض من الهجوم كان الاستطلاع واستكشاف أماكن مواقعنا وقواتنا، وأن الهدف كان قلقيلية. وقد خلف هذا الهجوم غير المهم الذعر في صفوف سكان كفر سابا..»

في 13 أيار - مايو، دون القاوقجي هجوماً آخر وقع على محور شمالي جنوبي يتجه من طولكرم إلى كفر سابا، وقال إن التقدم صد بعد أن تكبدت الهاجاناه خسائر جسيمة، وإن القتال كان لا يزال دائراً. والأرجح أن السكان فروا، أو طردوا بعد الهجوم الثاني، وأن وصولهم إلى قلقيلية أدى- بدوره- إلى إخلاء البلدة مؤقتاً.

كانت بلدة كفار سابا اليهودية، التي أسست في سنة 1903، والتي بلغ عدد سكانها نحو 5000 نسمة في سنة 1948، تقع جنوبي غربي القرية عشية الحرب. وقد امتدت لتشمل معظم أراضي القرية. أما مستعمرة بيت بيرل، التي أنشئت في سنة 1947 إلى الشمال الغربي من الموقع، فتقع على أراضي القرية. كما إن مستعمرة نفي يامين، المسماة تيمناً بالنبي يامين، أنشئت في سنة 1949 شرقي موقع القرية، على الأرض المحيطة بمقام النبي يامين. كذلك أنشئت مستعمرة نير إلياهو في سنة 1950 على أراضي قلقيلية المجاورة؛ وهي تقع على بعد نحو كيلومتر شمالي شرقي موقع القرية. استخدم موقع القرية لبناء أحياء سكنية جديدة داخل منطقة صناعية باتت جزءاً من مستعمرة كفار سابا. وقد سلم بعض منازل القرية القديمة من التدمير، وهو يقع اليوم داخل المستعمرة؛ ويستعمل عدد من هذه المنازل لأغراض تجارية، قد بقي المقامان والمدرسة وحطام مقبرة القرية. وللمقامين مداخل مقنطرة، وتعلوهما قبتان. أما الأراضي المحيطة بالقرية فيحرثها الإسرائيليون*

## النكبة والتهجير
منذ بدء المناوشات المسلحة بين العرب واليهود مع بداية كانون الأول/ ديسمبر عام 1947، كانت كفر سابا إحدى نقاط الاحتكاك الساخنة مع المستوطنات اليهودية خاصة مع كفار سابا ورعنانا. في البداية وقعت بعض الاشتباكات المتفرقة في منطقة النبي يامين وفي منطقة البيارات المتجاورة حيث وقعت أعمال قنص متبادلة وتفجير لآبار المياه في البيارات المتجاورة، والتي ادعت القيادة اليهودية أن البيارات العربية كانت قاعدة لتنظيم وانطلاق المسلحين الذين هاجموا المستوطنات اليهودية. وقامت على إثر ذلك ببعض العمليات الانتقامية في تلك البيارات والتي تضررت منشآتها إلى حد كبير.

وفي الرابع من آذار/مارس 1948 هاجمت قوات يهودية كبيرة قرية بيار عدس رداً على مهاجمة قوات عربية مستوطنة «مجدائيل» اليهودية، وشاركت مجموعة من مقاتلي كفرسابا في الدفاع عن بيار عدس، ما جعل قوات «الهاجاناه» تقرر معاقبة كفر سابا من خلال فرض شبه حصار على طرق مواصلاتها وضرب المركبات الداخلة إليها أو الخارجة منها وقنص ركابها. 

وفي نهاية الشهر ذاته قامت وحدة من قوات «الكسندروني» بمهاجمة الأطراف الغربية للقرية. واستشهد في هذا الهجوم اثنان من سكان القرية وأصيب كذلك سائق مركبة من قلقيلية. وفي التاسع من أيار قامت قوات عربية مكونة من سرية تابعة لجيش الإنقاذ وقوات من المتطوعين العرب من كفر سابا بقصف مركز لبلدة كفار سابا اليهودية استهدف إسكات المواقع التي انطلقت منها نيران القناصة التي أصابت المارين على الطريق المؤدي لكفر سابا. وقامت ثلاث مدرعات خفيفة تابعة لجيش الإنقاذ بمهاجمة برج الماء المتواجد في الأطراف الشمالية لكفار سابا (حيث كان مقراً دائماً لأولئك القناصين) وتدميره. 

بعد هذا الهجوم، قررت قوات «الهاجاناه» في المنطقة مهاجمة قرية كفر سابا العربية بغرض احتلالها، وحددت عملية الهجوم ليوم الثالث عشر من أيار 1948، وأطلق على العملية اسم «عملية مديناه». ألقي تنفيذ عملية الهجوم على عاتق قوات فرق 32 و 33 التابعة للواء ألكسندروني. واقتضى ذلك أن تقوم فرقة 33 أ بمهاجمة القرية من جهتي الجنوب والغرب، في حين تقوم الفرقة 33 ب بإقامة حاجزين من الموانع يكون من شأنهما منع توافد قوات نجدة عربية من جهتي الشرق والجنوب الشرقي خاصة من منطقة قلقيلية. كما تم التخطيط لنصب ثلاث راجمات في منطقة البيارة التابعة لسلامة الحاج إبراهيم (من طولكرم) وذلك لدعم المهاجمين والتغطية على أعمال إقامة الموانع والحواجز.

وفي البداية كانت ساعة الصفر للبدء بالهجوم قد تحددت لمنتصف ليل 13 -14 أيار، ولكن هذا الموعد تم تبكيره ليبدأ الهجوم في وضح نهار يوم الثالث عشر من أيار. بدأت عملية الهجوم في تمام الساعة الحادية عشرة والنصف ظهراً من خلال قصف مركز قامت به الراجمات من عيار ثلاثة أرطال لمركز قرية كفر سابا والأحياء الغربية منها، وسبب القصف دماراً كبيراً في المباني وإصابات عديدة بين المدنيين وأثار حالة من الهلع في صفوفهم. وتحت غطاء القصف بالراجمات تقدمت قوات المشاة تحت غطاء البيارات الكثيفة المحاذية للقرية وأخذت لها مواقع في حقول الغلال الواقعة في الجهة الجنوبية الغربية لتبدأ الهجوم من هناك حوالي الساعة الواحدة بعد الظهر.

شهدت القوات المهاجمة مقاومة شرسة من المدافعين عن القرية الذين بلغ عددهم حوالي الستين مقاتلاً، بما في ذلك سرية من المتطوعين العرب بقيادة ضابط سوري بلغ قوامها ثلاثين مقاتلاً. وقد دارت معارك ضارية وجهاً لوجه ومن بيت إلى بيت في مركز القرية وفي الحي الجنوبي الغربي. ونجحت قوات «الهاجاناة» المدعومة بقصف كثيف من الراجمات التشيكية الصنع بالسيطرة على معظم مساحة القرية بعد ساعتين من القتال. وقد استمر إطلاق النار المتقطع في محيط مقام النبي يامين وفي التل الشرقي المشرف على الطريق الرئيسي المؤدي إلى قلقيلية. في الوقت الذي باشرت في القوات المهاجمة تفتيش البيوت وطرد من تبقى من أهلها نحو الشرق، قامت قوات الجهاد المقدس التابعة للهيئة العربية العليا وبأمر من القائد سعيد السبع، قائد قوات جيش الجهاد المقدس في منطقة قلقيلية، بتنظيم هجوم معاكس شاركت فيه بعض المدرعات الخفيفة التي كان جيش الجهاد قد غنمها من قوات «الهاجاناه» في قطاع كفار عصيون. 

نجح هذا الهجوم باسترجاع التل الإستراتيجي الذي تمركزت فيه وحدة استكشاف يهودية وذلك بعد قتال ضار تم فيه الإجهاز على كافة مقاتلي فرقة الاستطلاع التابعة «للهاجاناه». وقامت قوات الهجوم المعاكس كذلك بإيقاع إصابات عديدة من خلال تدمير حافلة مدرعة جاءت وقت المساء لنجدة وحدة الاستطلاع. 

وجاء في شهادة يعقوب دورون، أحد الذين كانوا داخل الحافلة: «شعرت بأن الدنيا تدور بي عندما استهدفت سيارة الباص المدرعة قنبلة من مدفع إحدى المدرعات التي وقفت أمامنا، وجدت نفسي ملقى على أرضية الباص المدرع ومن حولي ظلام دامس ومخيف... زحفت باتجاه الفتحة الخلفية للباص، شعرت بأني أزحف على جثث وقد عرفت بأن هذه الجثث هي جثث رفاقي، أحد أعضاء الفرقة ساعدني بالنزول من المركبة، وبالسير مع من ساروا. فهمت بأننا منسحبون نحو القرية.. الباص المشتعل ساعدنا بعض الشيء في عملية تغطية الانسحاب، ولكن عندما أصبحنا منكشفين أصابت رجلي اليمنى رصاصة أخرى، لكنني واصلت المسير بحيث كنت متكئاً على أحد أصدقائي وقد شعرت أن الطريق إلى القرية تطول إلى ما لا نهاية». 

سبّب سيل السكان المطرودين من القرية نحو الشرق تأجيل الاستمرار بالهجوم المعاكس للقوات العربية، خاصة وأن الظلام كان قد حل، ولم تكن تلك القوات مالكة لأدوات وتقنيات القتال في الليل. مكّن هذا التأجيل قوات الكسندروني من التقاط الأنفاس وبمساعدة النجدات التي حصلت عليها هذه القوات أثناء الليل، كانت هي البادئة بالهجوم صبيحة يوم الرابع عشر من أيار/ مايو، حيث كبّدت القوات العربية خسائر كبيرة وأجبرتها على التراجع نحو قلقيلية. ولم يفلح هجومان قامت بهما القوات العراقية (التي قدمت إلى تلك الجبهة في الخامس عشر من أيار) في السادس والسابع عشر من الشهر باستعادة القرية التي أضحت منذ ذلك التاريخ قاعدة أمامية للقوات الإسرائيلية التي انطلقت منها لاحتلال وتهجير قرى عربية أخرى في المنطقة.